# フロリス4世 (ホラント伯)
フロリス4世（Floris IV, 1210年6月24日 - 1234年7月19日）は、ホラント伯。ウィレム1世とアーデルハイト・フォン・ゲルデルンの子。

## 生涯
1222年に父が死去、若年で相続した。1234年、舅のブラバント公アンリ1世のブレーメン遠征に加わったが、同年の馬上槍試合で死去した。試合に参加したフィリップ・ユルプル（フランス王ルイ8世の異母弟）も同日に死去している。
1214年にブラバント公アンリ1世の娘マティルドと結婚、5人の子を儲けた。
1. ウィレム2世（1227年 - 1256年） - ホラント伯、ドイツ対立王
2. フロリス（1228年 - 1258年）
3. アーデルハイト（1230年 - 1284年） - エノー伯ジャン1世と結婚。エノー伯兼ホラント伯ジャン（ヤン）2世の母。
4. マルガレーテ（1234年 - 1276年） - ヘンネベルク伯ヘルマン1世と結婚。
5. 子（夭折）

## 参考文献

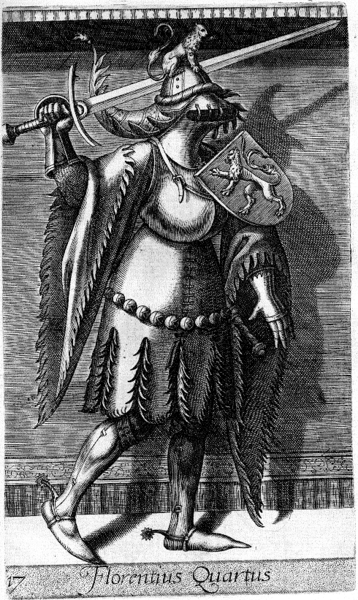
フロリス4世